# 横浜市立本牧南小学校
横浜市立本牧南小学校（よこはましりつ ほんもくみなみしょうがっこう）は、神奈川県横浜市中区本牧元町にある公立小学校。

## 沿革
出典
- 1971年（昭和46年）
  - 4月 - 横浜市立間門小学校本牧元町分校として開設。この時点での児童数は499名、学級数14、職員数24名だった。
  - 6月 - 分校開設祝賀式典挙行し、6月19日を開校記念日と定めた。
  - 7月 - 校名を「横浜市立本牧南小学校」と決定。
  - 9月 - 独立開校式典挙行。
- 1972年（昭和47年）2月 - 校章決定。
- 1973年（昭和48年）3月 - 校歌制定。
- 1975年（昭和50年）9月 - 校旗制定、新校舎落成式典挙行。
- 1989年（平成元年）3月 - 廊下を打ち抜き、第二音楽室に改築。
- 1994年（平成6年）7月 - 多目的室設置。
- 1995年（平成7年）
  - 3月 - 「中区 緑のスクールパーク事業」として野外炉4基設置、植栽として101本植樹。
  - 6月 - はまっ子ふれあいスクール開設。
- 1997年（平成9年）11月 - 運動場と飼育小屋を全面改修（スプリンクラー含む）。
- 2000年（平成12年）3月 - 給食室を改築しドライシステム化。
- 2004年（平成16年）8月 - 3階学習室にパソコン10台設置。正門をアルミ三連式に改修。
- 2005年（平成17年）4月 - 給食調理業務の民間委託開始。
- 2006年（平成18年）
  - 3月 - 屋外トイレと温室を裏庭に新設。
  - 9月 - 放課後キッズクラブ開設。
- 2015年（平成27年）5月 - ビオトープ改修工事。
- 2021年（令和3年）11月20日 - 新型コロナウイルス感染拡大の影響で延期された創立50周年記念式典挙行[2]。

## 通学区域と進学先中学校
出典

### 学区
- 横浜市中区
  - かもめ町
  - 豊浦町
  - 錦町
  - 本牧ふ頭
  - 本牧元町
  - 南本牧

### 進学先中学校
公立学校に進学する場合
- 横浜市立大鳥中学校

## 学校周辺
- 本牧市民公園
- 横浜市八聖殿郷土資料館
- 三溪園
- このほか、すぐ東側を国道357号線と首都高速湾岸線が通る。

## 交通アクセス
- 横浜市営バス本牧営業所が隣接しており、横浜駅などから「本牧車庫前」行の各バスが利用できる。
  - 運行系統については、本牧車庫前（ほんもくしゃこまえ）系統一覧（横浜市交通局ホームページ）を参照。